# Луціє Градецька
Луціє Градецька (чеськ. Lucie Hradecká, 21 травня 1985) — чеська тенісистка, олімпійська медалістка.
Найвищими досягненнями Градецької в турнірах Великого шолома були перемоги у Відкритому чемпіонаті Франції 2011 та Відкритому чемпіонаті США 2013 у парному розряді разом із співвітчизницею Андреа Главачковою.
Срібну олімпійську медаль Луціє виборола в парі з Андреа Главачковою на літніх Олімпійських іграх 2012. У фіналі чеська пара поступилася Серені та Вінус Вільямс із США.
Разом із Франтішеком Чермаком Луціє виграла Відкритий чемпіонат Франції з тенісу 2013 у міксті.

## Значні фінали

### Фінали турнірів Великого шолома

#### Парний розряд: 6 (2 титули)
| Результат | Рік  | Турнір          | Поверхня | Партнерка         | Супротивниці                 | Рахунок          |
| --------- | ---- | --------------- | -------- | ----------------- | ---------------------------- | ---------------- |
| Перемога  | 2011 | French Open     | Ґрунт    | Андреа Главачкова | Саня Мірза Олена Весніна     | 6–4, 6–3         |
| Поразка   | 2012 | Wimbledon       | Трава    | Андреа Главачкова | Серена Вільямс Вінус Вільямс | 5–7, 4–6         |
| Поразка   | 2012 | US Open         | Хард     | Андреа Главачкова | Сара Еррані Роберта Вінчі    | 4–6, 2–6         |
| Перемога  | 2013 | US Open         | Хард     | Андреа Главачкова | Ешлі Барті Кейсі Деллаква    | 6–7(4), 6–1, 6–4 |
| Поразка   | 2016 | Australian Open | Хард     | Андреа Главачкова | Мартіна Хінгіс Саня Мірза    | 6–7(1–7), 3–6    |
| Поразка   | 2017 | US Open         | Хард     | Катеріна Сінякова | Чань Юнцзань Мартіна Хінгіс  | 3–6, 2–6         |

#### Мікст: 3 (1 титул)
| Результат | Рік  | Турнір          | Поверхня | Партнер            | Супротивники                      | Рахунок          |
| --------- | ---- | --------------- | -------- | ------------------ | --------------------------------- | ---------------- |
| Поразка   | 2013 | Australian Open | Хард     | Франтішек Чермак   | Ярміла Ґайдошова Меттью Ебден     | 3–6, 5–7         |
| Перемога  | 2013 | French Open     | Ґрунт    | Франтішек Чермак   | Крістіна Младенович Деніел Нестор | 1–6, 6–4, [10–6] |
| Поразка   | 2015 | French Open     | Ґрунт    | Марцін Матковський | Бетані Маттек-Сендс Майк Браян    | 6–7(3–7), 1–6    |

### Фінали чемпіонатів WTA

#### Парний розряд: 1 фінал
| Результат | Рік  | Турнір  | Поверхня | Партнерка         | Супротивниці                  | Рахунок  |
| --------- | ---- | ------- | -------- | ----------------- | ----------------------------- | -------- |
| Поразка   | 2012 | Стамбул | Хард (i) | Андреа Главачкова | Марія Кириленко Надія Петрова | 1–6, 4–6 |

### Прем'єрні обов'язковві та з чільних 5

#### Парний розряд: 2 (1 титул)
| Результат | Рік  | Турнір       | Поверхня | Партнерка          | Супротивниці                | Рахунок         |
| --------- | ---- | ------------ | -------- | ------------------ | --------------------------- | --------------- |
| Перемога  | 2012 | Цинциннаті   | Хард     | Андреа Главачкова  | Катарина Среботнік Чжен Цзє | 6–1, 6–3        |
| Поразка   | 2017 | Індіан-Веллз | Хард     | Катержина Сінякова | Чжань Юнжань Мартіна Хінгіс | 6–7 (4–7) , 2–6 |

## Фінальні матчі Олімпіад

### Парний розряд: 2 (1 срібна медаль)
| Результат | Рік  | Турнір                              | Поверхня | Партнерка         | Супротивниці                    | Рахунок  |
| --------- | ---- | ----------------------------------- | -------- | ----------------- | ------------------------------- | -------- |
| Срібло    | 2012 | Лондонська олімпіада, парний розряд | Трава    | Андреа Главачкова | Серена Вільямс Вінус Вільямс    | 4–6, 4–6 |
| 4-е місце | 2016 | Олімпіада в Ріо, парний розряд      | Хард     | Андреа Главачкова | Луціє Шафарова Барбора Стрицова | 5–7, 1–6 |

### Мікст: 1 бронзова медаль
| Результат | Рік  | Турнір                 | Поверхня | Партнер        | Супротивники             | Рахунок  |
| --------- | ---- | ---------------------- | -------- | -------------- | ------------------------ | -------- |
| Бронза    | 2016 | Олімпіада в Ріо, мікст | Хард     | Радек Штепанек | Саня Мірза Роган Бопанна | 6–1, 7–5 |

## Фінали турнірів WTA

### Одиночний розряд: 7 (7 поразок)
| Легенда               |
| --------------------- |
| Турніри WTA 250 (0–7) |

| Результат | В-П | Дата     | Турнір                                | Категорія     | Покриття  | Опонент           | Рахунок       |
| --------- | --- | -------- | ------------------------------------- | ------------- | --------- | ----------------- | ------------- |
| Поразка   | 0–1 | Лип 2008 | Gastein Ladies, Австрія               | Tier III      | Ґрунт     | Полін Пармантьє   | 4–6, 4–6      |
| Поразка   | 0–2 | Тра 2009 | Internationaux de Strasbourg, Франція | International | Ґрунт     | Араван Резаї      | 6–7(2–7), 1–6 |
| Поразка   | 0–3 | Сер 2009 | Istanbul Cup, Туреччина               | International | Тверде    | Віра Душевіна     | 0–6, 1–6      |
| Поразка   | 0–4 | Кві 2011 | Barcelona Ladies Open, Іспанія        | International | Ґрунт     | Роберта Вінчі     | 6–4, 2–6, 2–6 |
| Поразка   | 0–5 | Вер 2012 | Tournoi de Québec, Канада             | International | Килим (i) | Кірстен Фліпкенс  | 1–6, 5–7      |
| Поразка   | 0–6 | Тра 2013 | Internationaux de Strasbourg, Франція | International | Ґрунт     | Алізе Корне       | 6–7(4–7), 0–6 |
| Поразка   | 0–7 | Тра 2015 | WTA Prague Open, Чехія                | International | Ґрунт     | Кароліна Плішкова | 6–4, 5–7, 3–6 |

### Парний розряд: 53 (26 титулів, 27 поразок)
| Легенда                      |
| ---------------------------- |
| Турніри Великого шлему (2–4) |
| Фінал WTA (0–1)              |
| Турніри WTA 1000 (3–2)       |
| Турніри WTA 500 (2–6)        |
| WTA 250 (19–14)              |

| Фінали за покриттям |
| ------------------- |
| Тверде (15–17)      |
| Трава (1–2)         |
| Ґрунт (8–7)         |
| Килим (2–1)         |

| Результат | В-П   | Дата     | Турнір                                            | Категорія         | Покриття      | Партнер                   | Опоненти                                          | Рахунок                |
| --------- | ----- | -------- | ------------------------------------------------- | ----------------- | ------------- | ------------------------- | ------------------------------------------------- | ---------------------- |
| Поразка   | 0–1   | Лип 2006 | Budapest Grand Prix, Угорщина                     | Tier IV           | Тверде        | Рената Ворачова           | Жанетта Гусарова Міхаелла Крайчек                 | 6–4, 4–6, 4–6          |
| Перемога  | 1–1   | Вер 2006 | Banka Koper Slovenia Open, Словенія               | Tier IV           | Тверде (i)    | Рената Ворачова           | Ева Бірнерова Емілі Луа                           | w/o                    |
| Перемога  | 2–1   | Лип 2007 | Gastein Ladies, Австрія                           | Tier III          | Ґрунт         | Рената Ворачова           | Агнеш Савай Владіміра Угліржова                   | 6–3, 7–5               |
| Перемога  | 3–1   | Вер 2007 | Словенія Open, Словенія (2)                       | Tier IV           | Тверде (i)    | Рената Ворачова           | Андрея Клепач Олена Лиховцева                     | 5–7, 6–4, [10–7]       |
| Перемога  | 4–1   | Тра 2008 | WTA Prague Open, Чехія                            | Tier IV           | Ґрунт         | Андреа Сестіні Главачкова | Джилл Крейбас Міхаелла Крайчек                    | 1–6, 6–3, [10–6]       |
| Перемога  | 5–1   | Лип 2008 | Gastein Ladies, Австрія (2)                       | Tier III          | Ґрунт         | Андреа Главачкова         | Сесил Каратанчева Наташа Зорич                    | 6–3, 6–3               |
| Перемога  | 6–1   | Лип 2009 | Gastein Ladies, Австрія (3)                       | International     | Тверде        | Андреа Главачкова         | Татьяна Марія Андреа Петкович                     | 6–2, 6–4               |
| Перемога  | 7–1   | Сер 2009 | Istanbul Cup, Туреччина                           | International     | Тверде        | Рената Ворачова           | Юлія Гергес Патті Шнідер                          | 2–6, 6–3, [12–10]      |
| Поразка   | 7–2   | Сер 2009 | Connecticut Open, США                             | Premier           | Тверде        | Івета Бенешова            | Нурія Льягостера Вівес Марія Хосе Мартінес Санчес | 2–6, 5–7               |
| Перемога  | 8–2   | Січ 2010 | Brisbane International, Австралія                 | International     | Тверде        | Андреа Главачкова         | Мелінда Цінк Аранча Парра Сантонха                | 2–6, 7–6(7–3), [10–4]  |
| Поразка   | 8–3   | Тра 2010 | Гран-прі принцеси Лалли Мер'єм, Марокко           | International     | Ґрунт         | Рената Ворачова           | Івета Бенешова Анабель Медіна Гаррігес            | 3–6, 1–6               |
| Перемога  | 9–3   | Лип 2010 | Gastein Ladies, Австрія (4)                       | International     | Ґрунт         | Анабель Медіна Гаррігес   | Тімеа Бачинскі Татьяна Гарбін                     | 6–7(2–7), 6–1, [10–5]  |
| Поразка   | 9–4   | Лют 2011 | U.S. National Indoor Championships, США           | International     | Тверде (i)    | Андреа Главачкова         | Ольга Говорцова Алла Кудрявцева                   | 3–6, 6–4, [8–10]       |
| Перемога  | 10–4  | Чер 2011 | Відкритий чемпіонат Франції з тенісу, Франція     | Grand Slam        | Ґрунт         | Андреа Главачкова         | Саня Мірза Олена Весніна                          | 6–4, 6–3               |
| Перемога  | 11–4  | Лип 2011 | Gastein Ladies, Австрія (5)                       | International     | Ґрунт         | Ева Бірнерова             | Ярміла Вулф Юлія Гергес                           | 4–6, 6–2, [12–10]      |
| Поразка   | 11–5  | Жов 2011 | BGL Luxembourg Open, Люксембург                   | International     | Тверде (i)    | Катерина Макарова         | Івета Бенешова Барбора Стрицова                   | 5–7, 3–6               |
| Перемога  | 12–5  | Січ 2012 | WTA Auckland Open, Нова Зеландія                  | International     | Тверде        | Андреа Главачкова         | Юлія Гергес Флавія Пеннетта                       | 6–7(2–7), 6–2, [10–7]  |
| Перемога  | 13–5  | Лют 2012 | National Indoors, США                             | International     | Тверде (i)    | Андреа Главачкова         | Віра Душевіна Ольга Говорцова                     | 6–3, 6–4               |
| Поразка   | 13–6  | Лип 2012 | Вімблдонський турнір, Велика Британія             | Grand Slam        | Трава         | Андреа Главачкова         | Серена Вільямс Вінус Вільямс                      | 5–7, 4–6               |
| Перемога  | 14–6  | Сер 2012 | Мастерс Цинциннаті, США                           | Premier 5         | Тверде        | Андреа Главачкова         | Катарина Среботнік Чжен Цзє                       | 6–1, 6–3               |
| Поразка   | 14–7  | Сер 2012 | Connecticut Open, США                             | Premier           | Тверде        | Андреа Главачкова         | Лізель Губер Ліза Реймонд                         | 6–4, 0–6, [4–10]       |
| Поразка   | 14–8  | Вер 2012 | Відкритий чемпіонат США з тенісу, США             | Grand Slam        | Тверде        | Андреа Главачкова         | Сара Еррані Роберта Вінчі                         | 4–6, 2–6               |
| Перемога  | 15–8  | Жов 2012 | Люксембург Open, Люксембург                       | International     | Тверде (i)    | Андреа Главачкова         | Ірина-Камелія Бегу Моніка Нікулеску               | 6–3, 6–4               |
| Поразка   | 15–9  | Жов 2012 | Фінал WTA, Туреччина                              | WTA Championships | Тверде        | Андреа Главачкова         | Марія Кириленко Надія Петрова                     | 1–6, 4–6               |
| Перемога  | 16–9  | Лип 2013 | Budapest Grand Prix, Угорщина                     | International     | Ґрунт         | Андреа Главачкова         | Ніна Братчикова Анна Татішвілі                    | 6–4, 6–1               |
| Перемога  | 17–9  | Вер 2013 | US Open, США                                      | Grand Slam        | Тверде        | Андреа Главачкова         | Ешлі Барті Кейсі Деллаква                         | 6–7(4–7), 6–1, 6–4     |
| Поразка   | 17–10 | Вер 2013 | Tournoi de Québec, Канада                         | International     | Килим (i)     | Андреа Главачкова         | Алла Кудрявцева Анастасія Родіонова               | 4–6, 3–6               |
| Поразка   | 17–11 | Січ 2014 | Auckland Open, Нова Зеландія                      | International     | Тверде        | Міхаелла Крайчек          | Шерон Фічмен Марія Санчес                         | 6–2, 0–6, [4–10]       |
| Перемога  | 18–11 | Вер 2014 | Tournoi de Québec, Канада                         | International     | Килим (i)     | Мір'яна Лучич-Бароні      | Юлія Гергес Андреа Главачкова                     | 6–3, 7–6(10–8)         |
| Поразка   | 18–12 | Жов 2014 | Люксембург Open, Люксембург                       | International     | Тверде (i)    | Барбора Крейчикова        | Тімеа Бачинскі Крістіна Барруа                    | 6–3, 4–6, [4–10]       |
| Поразка   | 18–13 | Лют 2015 | Abierto Mexicano TELCEL, Мексика                  | International     | Тверде        | Андреа Главачкова         | Лара Арруабаррена Марія Тереса Торро Флор         | 6–7(2–7), 7–5, [11–13] |
| Поразка   | 18–14 | Чер 2015 | Birmingham Classic, Велика Британія               | Premier           | Трава         | Андреа Главачкова         | Гарбінє Мугуруса Карла Суарес Наварро             | 4–6, 4–6               |
| Поразка   | 18–15 | Лип 2015 | Gastein Ladies, Австрія                           | International     | Ґрунт         | Лара Арруабаррена         | Данка Ковинич Штефані Фогт                        | 6–4, 4–6, [3–10]       |
| Перемога  | 19–15 | Сер 2015 | Connecticut Open, США                             | Premier           | Тверде        | Юлія Гергес               | Чжуан Цзяжун Лян Чень                             | 6–3, 6–1               |
| Поразка   | 19–16 | Жов 2015 | Linz Open, Австрія                                | International     | Тверде        | Андреа Главачкова         | Ракел Атаво Абігейл Спірс                         | 3–6, 5–7               |
| Поразка   | 19–17 | Січ 2016 | Відкритий чемпіонат Австралії з тенісу, Австралія | Grand Slam        | Тверде        | Андреа Главачкова         | Мартіна Хінгіс Саня Мірза                         | 6–7(1–7), 3–6          |
| Перемога  | 20–17 | Вер 2016 | Tournoi de Québec, Канада (2)                     | International     | Килим (i)     | Андреа Главачкова         | Алла Кудрявцева Олександра Панова                 | 7–6(7–2),7–6(7–2)      |
| Перемога  | 21–17 | Жов 2016 | Кубок Кремля, Росія                               | Premier           | Тверде (i)    | Андреа Главачкова         | Дарія Савілл Дарія Касаткіна                      | 4–6, 6–0, [10–7]       |
| Поразка   | 21–18 | Лют 2017 | WTA Taiwan Open, Тайвань                          | International     | Тверде        | Катержина Сінякова        | Чжань Хаоцін Латіша Чжань                         | 4–6, 2–6               |
| Поразка   | 21–19 | Бер 2017 | Indian Wells Open, США                            | Premier M         | Тверде        | Катержина Сінякова        | Чжань Юнжань Мартіна Хінгіс                       | 6–7(4–7), 2–6          |
| Поразка   | 21–20 | Кві 2017 | Charleston Open, США                              | Premier           | Ґрунт         | Катержина Сінякова        | Бетані Маттек-Сендс Луціє Шафарова                | 1–6, 6–4, [7–10]       |
| Поразка   | 21–21 | Тра 2017 | Prague Open, Чехія                                | International     | Ґрунт         | Катержина Сінякова        | Анна-Лена Гренефельд Квета Пешке                  | 4–6, 6–7(3–7)          |
| Поразка   | 21–22 | Вер 2017 | US Open, США                                      | Grand Slam        | Тверде        | Катержина Сінякова        | Чжань Юнжань Мартіна Хінгіс                       | 3–6, 2–6               |
| Перемога  | 22–22 | Сер 2018 | Cincinnati Open, США (2)                          | Premier 5         | Тверде        | Катерина Макарова         | Елісе Мертенс Демі Схюрс                          | 6–2, 7–5               |
| Поразка   | 22–23 | Лют 2019 | Dubai Tennis Championships, UAE                   | Premier 5         | Тверде        | Катерина Макарова         | Сє Шувей Барбора Стрицова                         | 4–6, 4–6               |
| Перемога  | 23–23 | Сер 2019 | Cincinnati Open, США (3)                          | Premier 5         | Тверде        | Андрея Клепач             | Анна-Лена Гренефельд Демі Схюрс                   | 6–4, 6–1               |
| Перемога  | 24–23 | Сер 2020 | Prague Open, Чехія (2)                            | International     | Ґрунт         | Крістіна Плішкова         | Моніка Нікулеску Ралука Олару                     | 6–2, 6–2               |
| Поразка   | 24–24 | Лис 2020 | Linz Open, Австрія                                | International     | Тверде (i)    | Катержина Сінякова        | Аранча Рус Тамара Зіданшек                        | 3–6, 4–6               |
| Поразка   | 24–25 | Кві 2021 | Charleston Open, США                              | WTA 500           | Ґрунт (green) | Маріє Боузкова            | Ніколь Меліхар Демі Схюрс                         | 2–6, 4–6               |
| Перемога  | 25–25 | Чер 2021 | Birmingham Classic, Велика Британія               | WTA 250           | Трава         | Марія Бузкова             | Унс Джабір Еллен Перес                            | 6–4, 2–6, [10–8]       |
| Перемога  | 26–25 | Лип 2021 | Prague Open, Чехія (3)                            | WTA 250           | Тверде        | Марія Бузкова             | Вікторія Грунчакова Ніна Стоянович                | 7–6(7–4), 6–4          |
| Поразка   | 26–26 | Кві 2022 | Charleston Open, США                              | WTA 500           | Ґрунт (green) | Саня Мірза                | Андрея Клепач Магда Лінетт                        | 2–6, 6–4, [7–10]       |
| Поразка   | 26–28 | Тра 2022 | Internationaux de Strasbourg, Франція             | WTA 250           | Ґрунт         | Саня Мірза                | Ніколь Меліхар-Martinez Daria Saville             | 7–5, 5–7, [6–10]       |